# Mixonychus murrayae
Mixonychus murrayae är en spindeldjursart som beskrevs av Gao och Ma 1985. Mixonychus murrayae ingår i släktet Mixonychus och familjen Tetranychidae. Inga underarter finns listade i Catalogue of Life.